# Ђингангске планине
Јинганг планине (кин: 井冈山) су планински масиви на граници регије Хунан и Ђангси у Народној Републици Кини. Планине се простиру на око 670 km², са просечном надморском висином од 381,5 метара надморске висине. Највиша тачка је 2.120 метара надморске висине.
Масив ланца састоји се од низа густих пошумљених паралелних гребена. На висовима нема пуно обрадивог земљишта са већином насеља у подножју планина. Главно насеље је Ципинг, које је окружено са пет села чија су дословна значења Велики бунар, Мали бунар, Средњи бунар, Доњи бунар и Горњи бунар. 

## Црвена армија
Планине Јинганг су познате као родно место кинеске Црвене армије, претходнице Народноослободилачке војске) и „колевка кинеске револуције“. Након што се Куоминтанг (КМТ) окренуо против Комунистичке партије током инцидента 12. априла, комунисти су или прешли у подземље или побегли на село. После неуспешног јесењег устанка у Чангши, Мао Цедунг је овде повео својих 1.000 преосталих људи, основавши свој први сељачки совет.
Мао је реорганизовао своје снаге у планинском селу Санван, консолидујући их у јединствени пук - „1. пук, 1. дивизију, Прве радничке и сељачке револуционарне војске“. Мао је тада склопио савез са локалним шефовима бандита Вангом Зуом и Јуаном Венцаием, који раније нису имали пуно везе с комунистима. Прве године основао је војни штаб у Маопингу, малом пијачном граду окруженом ниским брдима који су чували главну западну руту ка планинама. У новембру је војска заузела Чалинг, неких 80 km (50 mi) западно, мада су га трупе КМТ-а брзо прегазиле.
Џу Де и његових 1000 преосталих војника, који су учествовали у неуспелом устанку, придружили су се Мао Цедунгу крајем априла 1928. Заједно су њих двојица удружили снаге и прогласили формирање Четврте армије. Међу ветеранима који су се придружили новој бази били су Лин Бјао, Џоу Енлај и Чен Ји. Партнерство између њих двојице обележило је процват базног подручја планине Јинганг, које се брзо проширило и обухватило, на врхунцу лета 1928. године, делове седам округа са популацијом већом од 500.000. Заједно са осталим снагама, број њихових војника било је више од 8000. Популарна прича из тог периода говори о вредном Џу Деу који је носио жито за трупе уз планину, јер је пољопривреда у самом планинском ланцу била готово немогућа. Такође је око тог периода Мао Цедунг формулисао своје теорије о руралној револуцији и герилском ратовању.
У јулу 1928. године, 28. и 29. пук Џу Де-а прешли су у Хунан са плановима да заузму важно комуникационо средиште Хенгјанга. Дана 31. и 32. пук Мао Цедунга требало је да држе Маопинг и Нинганг док се Џу не врати. Међутим, нису успели да задрже напредовање јединица Јангки Куоминтанга и изгубили су Нинганг и две суседне жупаније. Тек 30. августа млади официр Хе Тингинг успео је да задржи уски превој Хуангиангје са једним батаљоном недовољне снаге против три пука Осме војске Хунанесе и једног пука Јангки трупа, спасивши на тај начин Маопинга од пораза.
Како је величина комунистичких снага расла, а притисак из Куоминтанга растао, Четврта армија је била присиљена да се исели. Од 14. јануара 1929, организација се преселила у Руиџин, даље на југ у провинцији Јиангки, где је на крају успостављен Совјет Јиангки. У исто време, Куоминтанг је изводио још једну кампању, у којој је учествовало 25.000 људи из четрнаест пукова. Пенг Дехуај је остао на челу снаге од 800 људи, некада Пете армије. До фебруара, његове преостале трупе су се разишле под јаким нападом хунанских трупа Ву Шанга.
Након што се совјет Јиангки утврдио у јужном Јиангкиу, планине Јинганг постале су северозападна граница комунистичких операција. Пенг Дехуаи се вратио са много јачом Петом армијом почетком 1930, базирајући се северно од планина. Крајем фебруара 1930. године, бандити Иуан Венцаи и Ванг Зуо су убијени од стране комунистичких герила, вероватно по наређењу званичника совјета Јиангки. Њихови људи поставили су Ванг Jунлонга, млађег брата Ванг Зуоа, за новог вођу. Већина комунистичких снага напустило је то подручје 1934. године, када је почео Дуги марш. Кад су се вратили 1949. године, Ванг Јунлонга је наследио његов син. Оптужен је за разбојништво и погубљен је касније.

## Туризам
Уз родни град Цедунга, Шаошан, планине Јинганг су једно од најважнијих места Комунистичке револуције. Славило се на плакатима, песмама и операма. Током Културне револуције постало је место ходочашћа младих Црвене гарде, који су искористили национални покрет „умрежавања“. Често су путовали пешке да би проживели искуства својих револуционарних претеча. На врхунцу је дневно стизало више од 30.000 Црвене гарде, што је стварало страшне проблеме са храном, становањем и санитарним условима. Раст броја се наставио више од два месеца док влада није почела да обесхрабрује младе људе.
Године 1981. подручје од 16,6 km2 (6,4 sq mi) проглашено је природним заштићеним подручјем. Следеће године, планине су наведене као приоритетно национално живописно подручје. Последњих година планине Јинганг постале су атракција за домаће туристе заинтересоване за револуционарну историју. Кинеска национална туристичка управа је ово живописно подручје класификовала као национални парк. Према подацима, планине сваке године посете десетине хиљада домаћих туриста. Локације које промовишу локалне власти укључују ковницу Црвене армије, Музеј револуције и гробље мученика.
У мају 2004. отворен је домаћи аеродром за привлачење туриста.